# Liste des sites Ramsar en Birmanie
Cet article recense les zones humides de Birmanie concernées par la convention de Ramsar.

## Statistiques
La convention de Ramsar est entrée en vigueur en Birmanie le 17 mars 2005.
En janvier 2020, le pays compte 5 sites Ramsar, couvrant une superficie de 1 565,41 km2.

## Liste
| Site                                             | Subdivision | Notes | Date             | Superficie (km²) | Altitude (m) | Identifiant Ramsar | Identifiant WDPA | Coordonnées                       | Photo |
| ------------------------------------------------ | ----------- | ----- | ---------------- | ---------------- | ------------ | ------------------ | ---------------- | --------------------------------- | ----- |
| Golfe de Martaban                                | Môn         |       | 10 mai 2017      | 425,00           | 0 - 5        | 2299               | 555624853        | 17° 08′ 56″ nord, 97° 00′ 11″ est |       |
| Réserve de vie sauvage du lac Indawgyi (en)      | Kachin      |       | 2 février 2016   | 478,8438         | 180 - 200    | 2256               | 555626095        | 25° 09′ 36″ nord, 96° 21′ 43″ est |       |
| Site Ramsar du lac Inle                          | Shan        |       | 10 août 2018     | 57,9755          | 883 - 885    | 2356               | 555637436        | 20° 34′ 05″ nord, 96° 54′ 36″ est |       |
| Sanctuaire de vie sauvage de Meinmahla Kyun (en) | Ayeyarwady  |       | 2 février 2017   | 500,00           | 0 - 3        | 2280               | 555624679        | 15° 50′ 42″ nord, 95° 15′ 58″ est |       |
| Sanctuaire de vie sauvage de Moeyungyi (en)      | Bago        |       | 17 novembre 2004 | 103,59           | 7 - 11       | 1431               | 555626080        | 17° 32′ 56″ nord, 96° 36′ 58″ est |       |